# René Rimbert
Pour les articles homonymes, voir Rimbert.
René Rimbert, né le 20 septembre 1896 à Paris et mort le 14 mars 1991 à Cornil en Corrèze, est un peintre français. Sa peinture est souvent associée à l'art naïf, mais a des influences du néoréalisme et de l'âge d'or de la peinture néerlandaise.

## Biographie

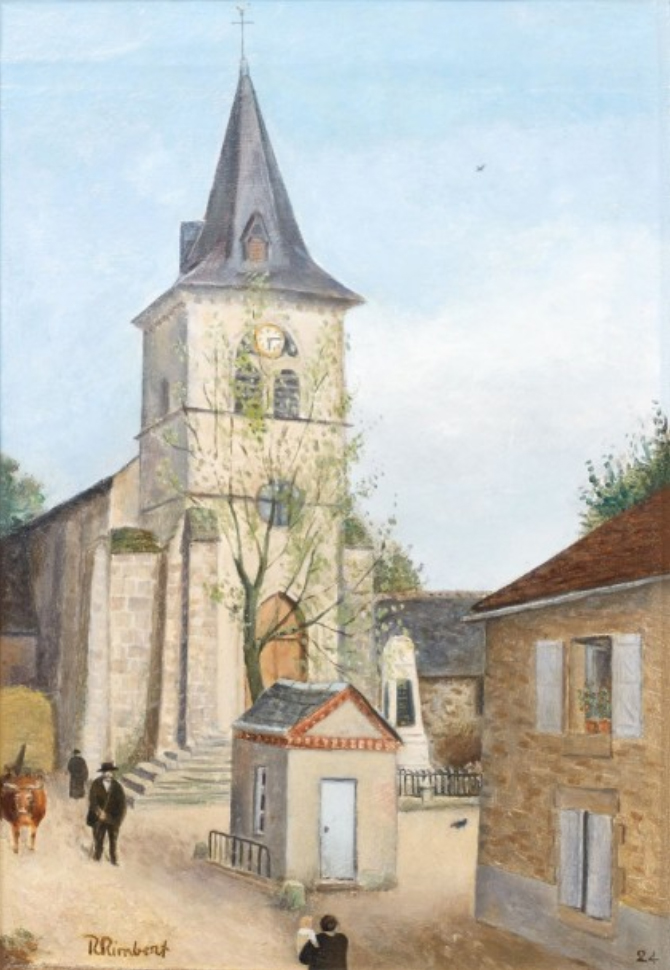
Église de Perpezac le Noir. 1924

René Martin Rimbert naît le 19 septembre 1896 à Paris 11e. Son père Henri Rimbert est un encadreur-doreur et, occasionnellement, restaurateur de tableau. Il grandit dans le quartier Montparnasse, vers Saint-Germain-des-Prés, sur la rive gauche de la Seine. Plus tard, il représentera les rues où il a passé son enfance : la rue de Rennes, la rue du Dragon, l'église Saint-Sulpice où il avait été enfant de chœur. Très tôt, il s'intéresse à la musique, à la lecture  au dessin, à la peinture : un de ses oncles lui offre une boîte de peinture qu'il gardera toute sa vie. Cependant son père l'encourage à entrer dans l'administration postale française.
En 1908, il entre dans l’administration des PTT (Postes, Télégraphes et Téléphones) où il occupera cette fonction jusqu’à sa retraite en 1955.
Le jeune commis des postes continue de s'intéresser à l'art : il réalise sa première toile à 19 ans, en 1915. La première Guerre mondiale éclate. Enrôlé en 1916, il rejoint l'état-major des armées d'abord comme télégraphiste puis comme dessinateur. À la fin du conflit, en 1919, il retourne à l'administration des PTT et fréquente les galeries parisiennes, le Louvre et l'Académie Colarossi rue de la Grande Chaumière où il se perfectionne dans le dessin et la technique de la peinture à l'huile. René Rimbert y consacre tout son temps libre : « Mes deux existences de peintre et de postier m’ont surmené. », dira-t-il.
René Rimbert épouse le 5 aout 1919, Marie Denise Lescure, elle aussi employée des PTT. Ils partent tous les deux en voyage de noces et rejoignent le village natal de sa femme, Perpezac-le-Noir, en Corrèze. Travaillant aux PTT, René Rimbert passe toute sa vie de fonctionnaire à Paris mais fait des séjours occasionnels dans le Limousin. Il y peindra de nombreux tableaux de son village et de la campagne environnante près de Brive-La-Gaillarde dans le sud-ouest de la France, d'où venait sa belle-famille qui y possédait une maison. Une huile montre l'Église de Perpezac le Noir avec au premier plan, vue de dos, son épouse, Denise portant Camille, son fils, sur son bras gauche.
La carrière de peintre de Rimbert commence en 1920 quand il expose au Salon des indépendants où il reçoit les encouragements de Marcel Gromaire qui devient son conseiller et son ami. Par le hasard d'une lettre mal adressée, il fait la connaissance de Max Jacob avec lequel débute une amitié qui durera 20 ans. Tous les deux le poussent à exposer à la galerie Percier. Max Jacob présentera Rimbert à des artistes renommés, dont Pablo Picasso qui l'encourage, Georges Braque et Amedeo Modigliani. En exposant dans cette galerie à partir de 1924, il fait la connaissance d'André Level son propriétaire, de son directeur René Mendès-France et de Serge Charchoune un peintre russe qui a huit ans de plus que lui et qui restera son ami pendant cinquante ans, jusqu'à sa mort en 1975. Ensemble ils partagent leur passion pour la musique, (il fait partie de la chorale de Saint-Sulpice), la philosophie, la théosophie. Il s'intéresse aussi au symbolisme, à l'ésotérisme et fréquente les cercles maçonniques.
De 1931 à 1934, il est obligé d'arrêter la peinture à cause de son état de santé. Il en est de même de 1939 à 1944 pendant la seconde guerre mondiale. Après la guerre, intégré au groupe des peintres naïfs par Fritz-René Vanderpyl, Florent Fels, Wilhelm Uhde et Maximilien Gauthier, il se remet à la peinture, mais il produit délibérément peu : quatre à douze tableaux par an car il revient souvent sur l'ouvrage. En 1955, il prend sa retraite et bien qu'il lui soit possible de consacrer tout son temps à son art, il produit toujours aussi peu. Il trouve aussi son inspiration en visitant des musées en Europe et rencontre le critique d'art Anatole Jakovsky qui le soutient tout comme Henry Certigny. Vers 1964, l'américain Edwin Livengood directeur de la galerie Berri-Lardy à Paris fait connaître ses peintures aux États-Unis où des clients de Perls Galleries lui achètent des œuvres. De 1966 à 1975, ses travaux sont exposés au Japon, à Londres, en Belgique, en Yougoslavie, en Tchécoslovaquie, en Norvège, au Danemark. Il poursuit son activité de peintre jusqu'en 1983.
En 1974 lors d'un vernissage d'une de ses expositions à la galerie Berri-Lardy, il rencontre le collectionneur et écrivain Pierre Guénégan avec lequel il correspondait depuis plusieurs années, 113 lettres selon son correspondant qui nous révèle par la même occasion que René Imbert habitait rue Pierre Leroux à Paris. Malgré une grande différence d'âge, 55 ans, Pierre Guénégan n'a alors que 25 ans, ce dernier deviendra un ami fidèle. Comme preuve René Rimbert demandera à Pierre Guénégan de prendre soin de son œuvre après sa mort et de rédiger le catalogue raisonné de ses peintures ce qui sera fait. En plus de nombreux dessins, peintures inachevées ou détruites, 276 peintures, principalement des huiles sur toile, y seront enregistrées. Elles sont maintenant en possession de collectionneurs privés et de musées en France et dans d'autres pays. Toujours en 1974, Pierre Guénégan présente Rimbert à Dina Vierny, célèbre galeriste et ancien modèle de Maillol et de Matisse. Elle lui ouvre les portes de sa galerie et lui achète de nombreux tableaux. Elle écrit : « Rimbert a un sourire qui exprime la bonté. Peintre des murs clos, des portes fermées, ses architectures entourent un lieu de prédilection qu’il faut à tout prix préserver. Et sa peinture évocatrice, qu’il obtient par petites touches précises, symbolise la quiétude, le repos intérieur et le rêve. On voudrait pénétrer dans ses maisons que l’on imagine ordonnées dans l’esprit Vermeer, ouvrir les portes et les fenêtres pour en connaître le secret. Dévérouiller le rêve. »
En 1983 sa vue décline et il décide d'arrêter de peindre et bientôt il ne pourra même plus lire. Sa femme et lui quittent Paris pour se retirer à Perpezac-le-Noir, dans la petite maison des beaux-parents dont avait hérité son épouse.
Rimbert meurt le 14 mars 1991 peu de temps après Marie Denise avec laquelle il partageait une chambre dans la maison de retraite médicalisée de Cornil Il repose dans le cimetière de son village à Perpezac-le-Noir en Corrèze.

## Ses peintures
Les peintures de Rimbert ont été influencées par les maîtres peintres hollandais classiques comme Vermeer de Delft qu'il a découvert lors d'un voyage en Allemagne, par le peintre français du XVIIIe siècle Jean-Baptiste-Siméon Chardin et par Henri Rousseau (Le Douanier Rousseau), qui commençait à être reconnu au moment où Rimbert a commencé à peindre. L'une des premières œuvres de Rimbert, Le Douanier Rousseau en route vers la gloire et la prospérité peint en 1926 en est un hommage.
Les premières peintures de Rimbert sont principalement des natures mortes, mais à partir de 1946 il a commencé à peindre des bâtiments pittoresques et des scènes de rue dans son Paris natal, sa banlieue, dans des villes de province, en Corrèze, ainsi qu'en Italie, dans les Flandres, Souvenir de Bruges en 1958 au Musée national d'art moderne. Ses œuvres ultérieures témoignent de ses séjours en hiver sur la Côte d'Azur, en Provence et dans des pays méditerranéens.
- Quelques œuvres qui doivent figurer parmi les 276 citées dans le catalogue raisonné de ses peintures. Les titres, la technique, la nature des supports, les dates, les dimensions et les lieux d'expositions cités ci-dessous ne le sont pas à partir du catalogue de Pierre Guénégan, mais à partir du livre Du Douanier Rousseau à Séraphine. Les Grand maîtres naïfs et de l'iconographie du net.
- Huiles
  - 1920 : Nature morte à la louche. Huile sur toile. 38 × 46 cm.
  - 1920 : Casserole bleue et sac à café. Huile sur toile. 46,5 × 38,5 cm.
  - 1921 : Une ferme près de Survilliers. Huile sur carton. 27 × 38 cm.
  - 1922 : Porte de Vanves. Huile sur toile. 33 × 41 cm.
  - 1922 : Nature morte à l'alcazaras. Huile sur toile. 60,2 × 72,8 cm.
  - 1923 : Chemin à Fontenay-aux-Roses. Huile sur toile contrecollée sur carton. 46,5 × 38,5 cm.
  - 1923 : La Vieille au bouquet. Huile sur carton. 21,5 × 15,5 cm.
  - 1924 : Église de Perpezac-le-Noir. Huile sur carton. 42 × 30 cm.
  - 1924 : Le Matin dans la cour. 55,5 × 38 cm. Musée de Grenoble.
  - 1924 : Les Toits. Huile sur toile. 54 × 57 cm.
  - 1924 : La Boîte de peintures. Huile sur toile. 46 × 55 cm.
  - 1925 : Les Maisons et les nuages. Huile sur toile. 54 × 81 cm. Collection particulière.
  - 1926 : Le Douanier Rousseau montant vers la gloire et entrant dans la postérité. Huile sur toile. 100 × 56 cm. Collection Pierre et Margaret Guénégan. Cette toile avait été acquise par Daniel Wildenstein en 1937.
  - 1926 : Le Lycée Victor Duruy. Huile sur toile. 54 × 65 cm.
  - 1927 : Paysage à la bonne sœur. Huile sur toile. 65 × 52 cm
  - 1928 : L'Affiche rose. Huile sur toile. 46,2 × 38,2 cm. Galerie Dina Vierny à Paris.
  - 1928 : L'Impasse. Huile sur toile. 73 × 92 cm. Collection Pierre et Margaret Guénégan.
  - 1929 : La Maison du mystère, Rue Éblé. Musée Maillol de Paris.
  - 1929 : Vue sur la ville ou la fenêtre ouverte. Huile sur toile. 100 × 81 cm. Collection particulière.
  - 1929 : La Fenêtre de campagne. Huile sur toile contrecollée sur du carton. 33 × 25 cm.
  - 1929 : La Plante magique. Huile sur toile. 80 × 49,5 cm].
  - 1930 : Nature morte au jeu de cartes. Huile sur toile. 60,5 × 73 cm. Collection particulière.
  - 1930 : La Rue du Dragon à Paris. Huile sur toile. 81 × 65 cm. Musée de Grenoble.
  - 1930 : La Route ensoleillée à Perpezac-le-Noir. Huile sur toile. 73 × 50 cm.
  - 1930 : La Rue Marie-Pape-Carpantier. Huile sur toile. 92 × 60 cm. Collection Pierre et Margaret Guénégan.
  - 1930 : Dimanche d'été Rue des Saints-Pères. Huile sur panneau. 35 × 27 cm.
  - 1930 : Nature morte au jeu de cartes. Huile sur toile . 60,5 × 73 cm.
  - 1945 : Allégorique allusion à la diversité des demeures. Huile sur toile. 55 × 46 cm. Musée international d'art naïf Anatole Jakovsky à Nice.
  - 1947 : La Petite Eglise au matin clair. Huile sur bois 33 × 21,5 cm. Musée national d'Art moderne.
  - 1949 : Paysage au vieux mur. Huile sur toile. 33 × 46 cm.
  - 1949 : L'Orage. Huile sur toile. 55 × 33 cm.
  - 1952 : L'Entrée du bourg. Huile sur carton. 27 × 19,5 cm. Collection privée.
  - 1954 : Paysage d'automne. Huile sur toile. 41 × 27 cm. Musée national d'Art moderne.
  - 1955 : La Porte entrouverte. Huile sur panneau. 27 × 18,5 cm.
  - 1955 : Petit Paysage ensoleillé. Huile sur panneau. 17 × 26,5 cm.
  - 1956 : Paysage à la nurse. Huile sur toile. 45,5 × 33,5 cm. Collection particulière.
  - 1958 : Souvenir de Bruges. 46 × 35,5 cm. Musée d'Art moderne de Paris.
  - 1969 : Henri IV, le Pont Neuf et l'Île de la Cité. Huile sur toile. 30,7 × 41,2 cm. Galerie Dina Vierny à Paris.
  - 1976: Synchromie argenteuillaise en bleu majeur. Huile sur panneau. 20 × 33 cm. Musée de Louvain-la-Neuve.
  - Non daté : Le Gros nuage. Huile sur toile. 61 × 38,5 cm. Collection particulière.
- Autres techniques
  - 1918 : Autoportrait à la lecture. Fusain sur papîer. 56,5 × 40,5 cm.
  - 1922 : Portrait de madame Rimbert dans l'atelier. Fusain sur papier. 61 × 46 cm.
  - 1926 : Le Douanier Rousseau montant vers la gloire et entrant dans la postérité. Fusain sur papier. 100 × 57 cm.
  - 1958 : Saverne. Place de l'église. Crayon. 44 × 30 cm.
  - 1958 : La Rue montante. Huile sur carton. 35 × 22,5 cm.
  - 1958 : Souvenir de Bruges. 46 × 35,5 cm. Musée d'Art moderne de Paris.
  - 1969 : Étude. Crayon sur papier. 21 × 30 cm.
  - 1972 : Rue ensoleillée. Crayon sur papier. 29,5 × 22 cm.
  - 1972 : Menuiserie. Crayon sur papier. 22 × 15,5 cm
  - Non daté : Composition insolite. Crayon et crayons de couleur sur papier. 25,5 × 26,5 cm.

## Expositions
- 1920 : Salon des Indépendants à Paris[12].
- 1922: Au Salon des indépendants, il vend sa première toile :Le Violon et la mandoline.
- 1927: Première exposition particulière à la Galerie Percier à Paris. Préface du catalogue de l'exposition par Max Jacob
- entre 1927 et 1987 : 9 expositions personnelles[12].
- 1937 : Exposition collective au Museum of Modern Art à New York [12].
- 1937 : Les Maîtres populaires de la réalité. Il participe à cette exposition organisée par Wilhelm Uhde à Paris, Salle Royale, en présentant douze toiles en compagnie d'œuvres d'Henri Rousseau, d'André Bauchant, de Camille Bombois, de Séraphine de Senlis. Cette exposition sera ensuite installée en Suisse et dans plusieurs villes des États-Unis[13].
- 1964: Rimbert à la galerie Berri-Lardy à Paris dirigée par Edwin Livengood. Préface du catalogue par Jean Bouret.
- 1964: Il reçoit le prix de la critique dans le cadre de l'exposition Primitifs d'aujourd'hui à la Galerie Charpentier.
- 1965: Deux de ses toiles sont retenues pour une exposition à Tokyo intitulée Autour du Douanier Rousseau.
- 1974: Trente-huit toiles de René Rimbert à la galerie Berri-Lardy à Paris dirigée par Madame Livengood. Préface du catalogue par Jean Bouret
- 1981: Les Réalismes en peinture, 1919-1939 au Centre Pompidou, du 17 décembre 1980 au 20 avril 1981
- 1983: 22 novembre : vernissage de l'exposition Rimbert à la galerie Dina Vierny à Paris. Textes du catalogue, Pierre Guénégan, Bertrand Lorquin
- 1996 : Exposition posthume de ses œuvres au Musée Maillol de Paris.
- 2007 : Grande exposition de ses œuvres au Musée international d'art naïf Anatole Jakovsky à Nice, établissant un parallèle entre Rimbert et Marcel Gromaine.
- du 11/9/2019 au 23/2/2020 : Du douanier Rousseau à Séraphine au Musée Maillol de Paris. Une pièce est consacrée aux œuvres de René Rimbert